# Inferno (1999)
Inferno oder auch Jean-Claude van Damme: Inferno ist ein US-amerikanischer Action-B-Movie aus dem Jahr 1999. Die Hauptrollen verkörperten Jean-Claude Van Damme und Danny Trejo. Regie führte John G. Avildsen, das Budget betrug rund 15 Millionen US-Dollar.

## Handlung
Der Film spielt in Nevada. Eddie Lomax, ein ehemaliger Kriegsveteran will Selbstmord begehen. Doch vorher will er seinen Freund Johnny Six-Toes „um Erlaubnis bitten“ und ihm zum Abschied ein Motorrad schenken.
Auf dem Weg zu Six-Toes, der in der Wüste lebt, bricht Lomax betrunken zusammen und fängt an, ziellos in die Gegend zu schießen. Daraufhin werden Personen in einem vorbeifahrenden Auto auf ihn aufmerksam. Es sind die Söhne des Gangsterbosses Ramsey Hogan. Die drei Männer fordern Lomax’ Motorrad, dieser weigert sich und wird von ihnen verprügelt und angeschossen. Ein Mann namens Petey soll ihn erschießen, jedoch verfehlt er mit Absicht, verschweigt es seinen Brüdern jedoch. Die Drei stehlen nun Lomax’ Colt, laden das Motorrad auf ihren Pick-Up. Six-Toes findet Lomax und behandelt seine Wunden. Kurze Zeit später beschließt Lomax, das Abschiedsgeschenk zurückzuholen.
Deshalb begibt er sich nach Inferno, ein nahe gelegenes Wüstenstädtchen, das von der Hogan-Bande kontrolliert und terrorisiert wird. Dort lernt er Rhonda Reynolds kennen, die ihm im weiteren Verlauf helfen wird und mit der er später eine Liebesbeziehung haben wird.
Er geht in den nahe gelegenen Waffenladen, der von zwei Betrügern geführt wird. Lomax kommt herein, erkennt den ihm gestohlenen Colt wieder, fordert ihn zurück, woraufhin er angegriffen wird und beide Betrüger tötet. Kurz danach entdeckt er bei der Durchsuchung des Ladens den ergrauten Onkel der Betrüger, der von selbigen eingesperrt worden war. Er befreit ihn, erlangt so die Gunst der Dorfbewohner.
Vor einer Bar erschießt Lomax nun drei Männer einer Bikerbande, die Frauen bedrohen; Er gibt sich als Mann Hogans aus, woraufhin die Bikerbande Krieg mit der Familie Hogan beginnt; Der Boss der Hogans wird getötet. Sie bemerken Lomax und erkennen, dass er derjenige war, der die beiden Banden gegeneinander ausgespielt hat. Six-Toe lenkt nun die Angreifer ab, um Lomax zu retten, wird dabei jedoch schwerst verwundet. Beiden gelingt die Flucht, jedoch erliegt Six Toes seinen Wunden. Rhonda sucht Lomax auf, da sie mit Six Toes befreundet war, und sie verlieben sich endgültig.
Nun sinnen die Hogans auf Rache und greifen das Haus an, in dem sie Lomax vermuten. Ihm wird jedoch von Rhonda und den anderen Dorfbewohnern geholfen, die Hütte mit einer „Bombe“ zu präparieren. Diese explodiert in dem Moment, in dem die Angreifer das Haus durchsuchen. Ein Großteil der Hogan-Bande wird so getötet. In der darauffolgenden Schießerei werden weitere Mitglieder der Bande getötet. Petey jedoch wird die Flucht gestattet, da dieser Lomax’ (zu Beginn der Handlung) ebenfalls verschont hatte. Ein weiterer letzter Hogan verbleibt jedoch und versucht, Lomax von hinten zu erschießen. Dieser Angreifer wird rechtzeitig von den Dorfbewohnern erschossen. Die Stadt ist somit von Hogans befreit.
Nach außen hin wird behauptet, die getöteten Hogans wären durch Aliens entführt worden, wodurch die Stadt einen Aufschwung durch Touristen erlebt.
Der Film endet mit einer Szene, in der Lomax und Rhonda auf dem Motorrad durch die Wüste fahren, wobei sie „im Geiste“ von Six-Toes begleitet werden.

## Kritik
„Ein Van-Damme-Vehikel auf den Spuren von Kurosawas „Yojimbo“; die Rächergeschichte um den herrenlosen Samurai wird zum stereotypen Spektakel verwässert.“

## Schnittfassungen
Der Film erschien 1999 in Deutschland in zwei Fassungen: In einer ungeschnittenen mit einer Altersfreigabe ab 18 Jahren, die am 3. November indiziert wurde, und in einer um fast 13 Minuten gekürzten Fassung, die ab 16 Jahren freigegeben war. Die Originalfassung wurde am 31. März 2011 auf Antrag vorzeitig vom Index gestrichen und danach erneut ab 18 Jahren freigegeben. Seit der Novelle des Jugendschutzgesetzes 2003 schützt eine solche Freigabe den Film vor einer erneuten Indizierung.